# اچ‌دی ۸۶۲۲۶
اچ‌دی ۸۶۲۲۶ یک ستاره است که در صورت فلکی مار باریک قرار دارد.